# Hussain Al Jassmi
 (avril 2017).
Si vous disposez d'ouvrages ou d'articles de référence ou si vous connaissez des sites web de qualité traitant du thème abordé ici, merci de compléter l'article en donnant les références utiles à sa vérifiabilité et en les liant à la section « Notes et références ».

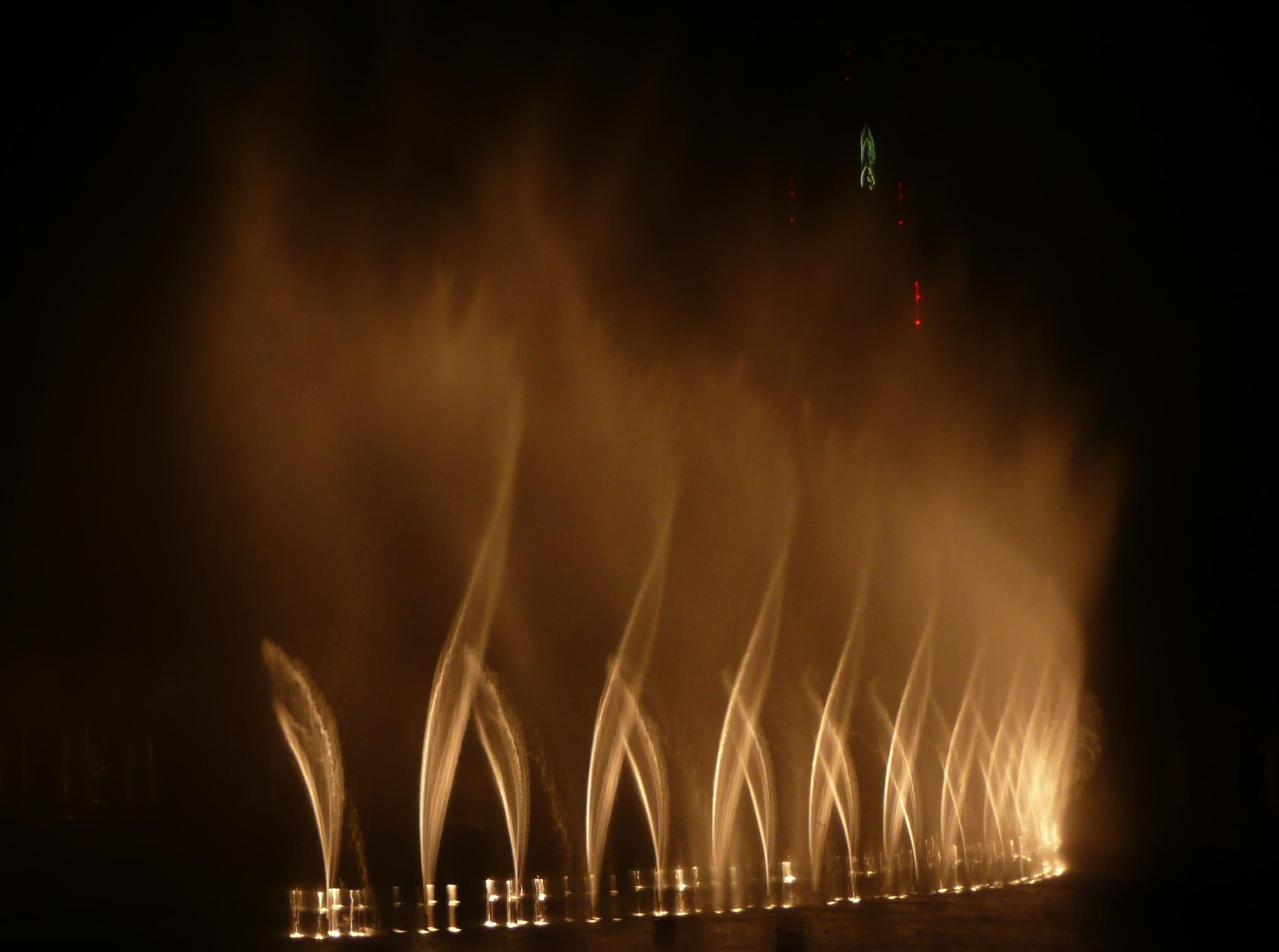
Bassbor Al Fourgakom quotidiennement joué à la fontaine de Dubaï situé sur le lac artificiel du Burj Khalifa,

Hussain Al Jassmi (en arabe : حسين الجسمي), né Hussain Jasmi El Naqbi le 25 août 1979 à Khor Fakkan, est un chanteur et compositeur émirien.

## Biographie

### Enfance et début
Hussain Al Jassmi est né le 25 août 1979 à Khor Fakkan. Très jeune, il  se produit avec ses frères lors d'événements et monte le groupe  «Firqat El Khalij». Très vite, ils s’élèvent au rang de meilleur groupe local, et se font un nom dans le milieu de la chanson. Après avoir participé à plusieurs concours et émissions télévisées, Hussain est repéré par la grande maison de production Rotana pour sa voix unique et son style particulier. Il commence sa carrière en 2002 avec le single Bawada'ak, suivi de Wallah Mayiswa, et acquiert immédiatement une grande notoriété, principalement dans les pays du Golfe. Il participe à de nombreux festivals, que ce soit au festival de Salalah à Amman, à Dubai, au Qatar ou au festival Hala February au Koweït.

### Carrière musicale
En 2008, Hussain est récompensé au Murex d'Or award dans la catégorie "meilleur chanteur arabe". Il fait désormais partie des chanteurs les plus renommés dans le monde arabe. Chantant principalement dans son dialecte khaliji, autrement dit dans le dialecte du Golfe, Hussain a grandement contribué à diffuser la culture musicale des Émirats arabes unis bien au-delà des pays du Moyen-Orient. Hussain sort également des singles en dialecte égyptien, notamment pour des bandes-son. Un de ses plus grands succès, Boshret Kheir (Bonne nouvelle), est d'ailleurs une chanson à caractère politique dédiée au peuple égyptien. Le taux d'abstention étant important à l'élection présidentielle de 2014, cette chanson est une incitation au vote. La vidéo atteint désormais plus de 600 millions de vue sur Youtube. 
Il a également témoigné de son appréciation pour la France dans son single Nafh Paris.  
Supporter du FC Barcelone, il leur dédie un single. 

## Discographie
Singles
- Boshret Kheir بشرة خير
- Nous Tebga Le وتبقى لي
- Abasherek ابشرك
- Morni مرني
- Faqadtak Et Wallah Ma Yeswa فقدتك & والله ما يسوى
- Raak Allah رعاك الله
- Meta Meta متى متى
- Al Sirat Al Mostaqeem الصراط المستقيم
- Seta El Sobah ستة الصبح
- Ama Barawa أما براوه
- Al Jabal الجبل
- Ma Nesena ما نسينا
- Yalghalia يالغالية
- Habebi Barchaloni حبيبي برشلوني

Musiques Nationales
- Mabrook Eidek Yal Emarat مبروك عيدك يالإمارات
- Salman Elshahamah سلمان الشهامة
- Lohat Alazzi لوحة العازي
- Ya Shabab Elwatn يا شباب الوطن
- Watani وطني
- Riyad Alhob رياض الحب
- Al Kuwaity Ma Ynsah الكويتي ما ينسى
- Hathi Qatar هذي قطر
- Hathi Masr هذه مصر
- Agda Nas أجدع ناس
- Koolna Irak كلنا العراق
- Reqab Elezz رقاب العز

Bandes-son
- Mahadesh Mertah محدش مرتاح
- Baad El Forak بعد الفراق